# René Foucachon
René Foucachon, né le 6 janvier 1966 à Bezons, est un coureur cycliste français.

## Biographie
René Foucachon commence sa carrière professionnelle au sein de l'équipe suisse Mosoca-Chazal-Westwood-Eurotel en 1991. C'est par l'apport d'un financement de la société Eurotel dont le patron était Yvan Raphanel qu'il se retrouve professionnel et qu'il le sera de nouveau en 1992 après la création de l'équipe Eurotel-Bio-Technica-Samro. Il s'était distingué chez les amateurs en prenant notamment la 3e place de Paris-Mantes-en-Yvelines en 1989 et la 2e place du classement général du Tour d'Auvergne en 1990. En 1995, alors qu'il évolue au sein de l'équipe monégasque Aki-Gipiemme, il participe à son premier Tour de France, lors duquel il est contraint à l'abandon lors de la 3e étape en arrivant hors délai. La même année, il gagne le Critérium de Mussidan avant de mettre un terme à sa carrière.
En 2003, René Foucachon est condamné par le tribunal correctionnel de Grasse à huit mois de prison avec sursis et 7 000 euros d'amendes pour avoir revendu de l'EPO à quatre coureurs professionnels français, Pascal Lino, Franck Morelle, Pascal Peyramaure et Jean-Jacques Henry, entre 1996 et 1998.

## Palmarès
- 1988
  - Tour de Seine-et-Marne
- 1989
  - 5e étape du Tour d'Eure-et-Loir
  - Circuit de la Brie
  - 1re étape du Circuit berrichon
  - Grand Prix de l'Équipe et du CV 19e
  - 2e du Circuit berrichon
  - 2e des Boucles de la CSGV
  - 2e de Paris-Connerré
  - 3e de Paris-Mantes
  - 3e du Tour de la Somme
- 1990
  - 1re étape du Circuit berrichon
  - 11e épreuve de la Mi-août bretonne
  - 2e du Tour d'Auvergne
  - 3e de Rouen-Gisors
  - 3e du championnat d'Île-de-France

## Résultats sur les grands tours

### Tour de France
1 participation
- 1995 : hors délais (3e étape)

### Tour d'Italie
1 participation
- 1994 : 94e

### Tour d'Espagne
1 participation
- 1994 : 106e